# Daniela Mičanová
Daniela Mičanová (* 14. srpna 1972 Hustopeče u Brna) je česká spisovatelka a překladatelka z angličtiny.

## Život
Pochází z Hustopečí u Brna, kde se narodila a vystudovala gymnázium. Pokračovala ve studiích na Filozofické fakultě Masarykovy univerzity v Brně, obor archeologie nedostudovala. Vystřídala několik zaměstnání. Od roku 2000 pracovala jako překladatelka na volné noze a ve volných chvílích se věnovala literární činnosti. Po roce 2013 opět přijala civilní zaměstnání, nejprve v automobilovém průmyslu (recepční), později se stala technickou redaktorkou ve výstavnické společnosti. Ve volných chvílích se přitom nadále věnuje literární činnosti.
Přeložila tři desítky dobrodružných i populárně naučných titulů, většinou historického zaměření. Jako autorka se uvedla tzv. upírskou trilogií (Alexander, Lucius, Orlando). K této trilogii však začíná přidávat zvolna i další díly (Jakubovy housle). Je autorkou milostné novely Mlčení v růžovém, historické detektivky Ve službách třináctého prince, povídkové kuchařky Žena s dranžírákem, rozsáhlé hororové satiry Smrt pod vinicemi a několika povídek žánru fantasy pro časopis Pevnost. Naposledy vydala detektivku Smrt v recepci.
Od roku 2012 příležitostně přispívala do časopisu Živá historie články zaměřenými na starý Egypt, viktoriánskou Anglii či žánrovou literaturu. Od roku 2017 pro týž časopis pravidelně připravuje historická kalendária.

### Knihy
- Lucius. Tišnov: Sursum, 2001. ISBN 80-85799-94-4.
- Alexander. Tišnov: Sursum, 2002. ISBN 80-7323-027-5.
- Orlando. Tišnov: Sursum, 2002. ISBN 80-7323-028-3.
- Mlčení v růžovém. Tišnov: Sursum, 2004. ISBN 80-7323-088-7.
- Jakubovy housle. Plzeň: Plejáda, 2011. ISBN 978-80-7463-001-9.
- Ve službách třináctého prince. Praha: Deus, 2013. ISBN 978-80-87408-34-6.
- Žena s dranžírákem. Praha: Epocha, 2015. ISBN 978-80-7425-276-1.
- Smrt pod vinicemi. Brno: Moba, 2018. ISBN 978-80-243-8072-8.
- Smrt v recepci. Brno: Moba, 2019. ISBN 978-80-243-8630-0.
- Smrt na výstavišti. Praha: No Limits Art, 2022. ISBN 9788087973592.

### Povídky
- Dívka a divotvůrce (Pevnost 2007)
- Černá noc, bílý den (Pevnost 2008)
- "Hřbytovní kvýtí" (Pevnost 2009)
- Kočky a žáby, kam se podíváš (s Martinem Friedrichem, Pevnost 2013)
- Zelený Jura (Pevnost 2018)

Časopisecké články
- Jak zemřela Kleopatra (Enigma 6/2012)
- Strašidelné léto u Ženevského jezera (Živá historie 7-8/2012)
- Tajnosti Londýna (Živá Historie 9/2015)
- Žena proti zkáze (Živá historie 1-2/2016)
- Poslední egyptská královna (Živá historie 6/2016)
- Co by se stalo, kdyby nezavraždili Caesara (Živá historie 6/2016)
- Průvodce starověkou Alexandrií (Živá historie 6/2016)
- Faraon a cirkusový silák (Živá historie 11/2017)

### Překlady
- J. Suzanne Frank: Odrazy v Nilu, Domino, Ostrava 1999, ISBN 80-86128-64-4
- Joyce Tyldesley: Nefertiti, Domino, Ostrava 2000, ISBN 80-86128-74-1
- Lynda S. Robinson: Příbytek mrtvých, Domino, Ostrava 2000, ISBN 80-86128-89-X
- Joyce Tyldesley: Ramses, Domino, Ostrava 2001, ISBN 80-7303-007-1
- Lynda S. Robinson: Boží brána, Domino, Ostrava 2001, ISBN 80-7303-012-8
- Joyce Tyldesley: Záhady starého Egypta, Domino, Ostrava 2001, ISBN 80-7303-026-8
- Lynda S. Robinson: Tajemství chrámu, Domino, Ostrava 2001, ISBN 80-7303-042-X
- Lynda S. Robinson: Požíračka duší, Domino, Ostrava 2002, ISBN 80-7303-053-5
- Joyce Tyldesley: Zlatý věk starého Egypta, Domino, Ostrava 2002, ISBN 80-7303-063-2
- Alan Baker: Gladiátor, Metafora, Praha 2002, ISBN 80-86518-28-0
- Lynda S. Robinson: Piják krve, Domino, Ostrava 2002, ISBN 80-7303-089-6
- Lynda S. Robinson: Zabiják bohů, Domino, Ostrava 2003, ISBN 80-7303-122-1
- Lauren Haney: Amonova pravice, Domino, Ostrava 2003, ISBN 80-7303-141-8
- Joyce Tyldesley: Mumie, Domino, Ostrava 2003, ISBN 80-7303-168-X
- Anne Riceová: Ramses Prokletý, Netopejr, Olomouc 2003, ISBN 80-86096-69-6
- Lauren Haney: Bezhlavý muž, Domino, Ostrava 2004, ISBN 80-7303-175-2
- Joyce Tyldesley: Pyramidy, Domino, Ostrava 2004, ISBN 80-7303-184-1
- J. Suzanne Frank: Stíny nad Atlantidou, Domino, Ostrava 2005, ISBN 80-7303-227-9
- J. Suzanne Frank: Úsvit nad Středomořím, Domino, Ostrava 2005, ISBN 80-7303-263-5
- J. Suzanne Frank: Soumrak nad Babylonií, Domino, Ostrava 2006, ISBN 80-7303-286-4
- Scott Oden: Muži z bronzu, Domino, Ostrava 2006, ISBN 80-7303-314-3
- Scott Oden: Ve stínu králů, Domino, Ostrava 2007, ISBN 978-80-7303-370-5
- Paul Doherty: Kacířská léta, Domino, Ostrava 2008, ISBN 978-80-7303-416-0
- Joyce Tyldesley: Kleopatra, Domino, Ostrava 2009, ISBN 978-80-7303-450-4
- Nick Drake: Tutanchamon – Kniha stínů, Domino, Ostrava 2009, ISBN 978-80-7303-478-8
- Paul Doherty: Čas hyeny, Domino, Ostrava 2010, ISBN 978-80-7303-522-8
- Paul Doherty: Rok kobry, Domino, Ostrava 2010, ISBN 978-80-7303-557-0
- Kate Quinnová: Paní Říma, Domino, Ostrava 2011, ISBN 978-80-7303-596-9
- Joyce Tyldesley: Mýty a legendy starého Egypta, Domino, Ostrava 2011, ISBN 978-80-7303-664-5
- Juliet Greyová: Marie Antoinetta - Raná léta ve Versailles, Domino, Ostrava 2012, ISBN 978-80-7303-715-4